# Pandemia de COVID-19 en Huancavelica
La pandemia de COVID-19 en Huancavelica, originada por el virus SARS-CoV-2, tuvo su primer caso documentado el 31 de marzo de 2020. Desde entonces, hasta el 20 de julio de 2023, se registraron 30 544 casos y un saldo total de 1306 personas fallecidas.

## Cronología

### 2020: Brote inicial, crecimiento exponencial y primera ola
Casos sospechosos

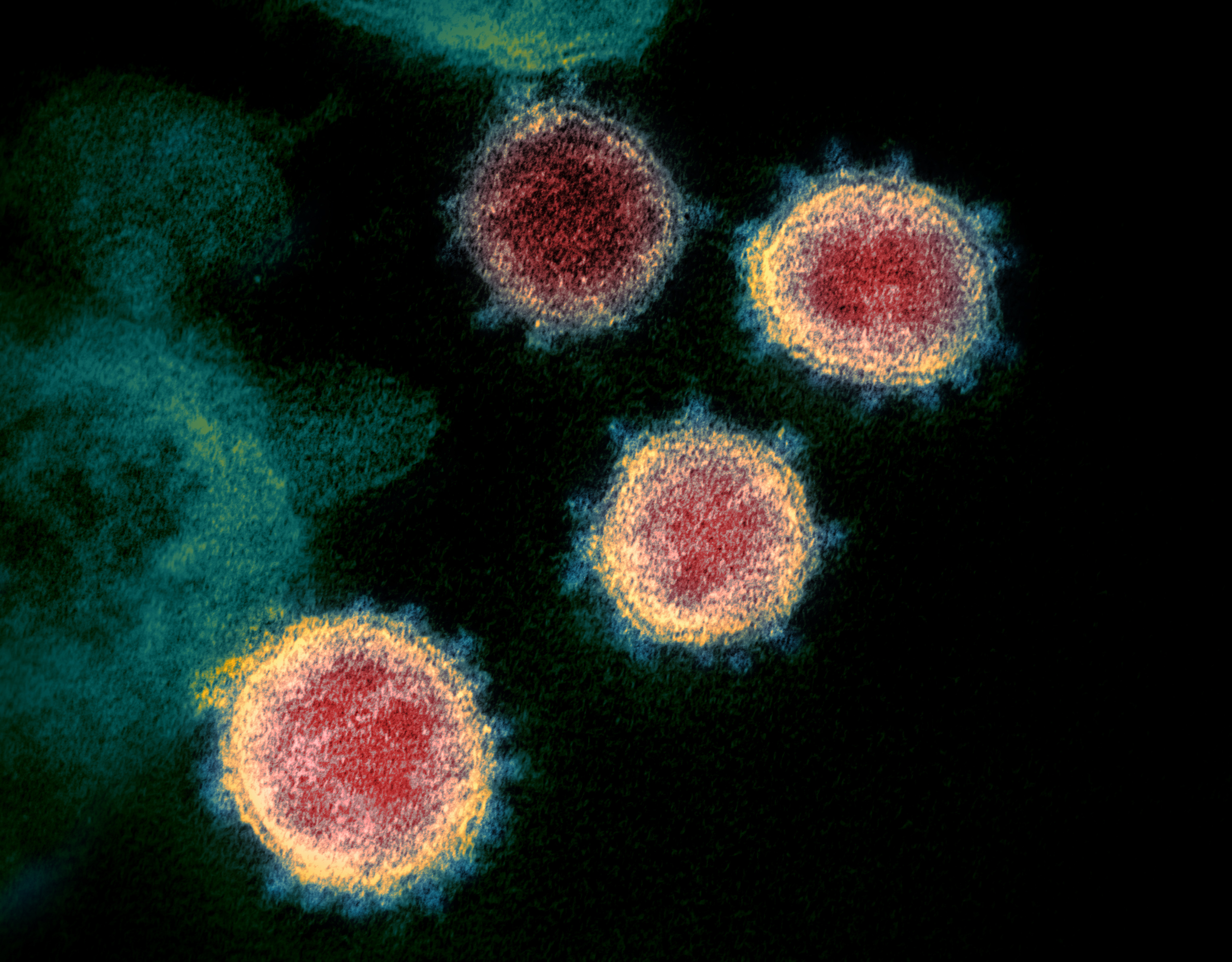
Imagen del SARS-CoV-2 captada a través de un microscopio electrónico de transmisión del Instituto Nacional de Alergias y Enfermedades Infecciosas.

Las primeras sospechas de contagio en el departamento se reportaron el 10 de marzo, cuando la decana del Colegio Médico local, Yanet Yachi anunció la identificación de tres pacientes procedentes de un viaje por Europa con síntomas sospechosos de COVID-19 en el Hospital Regional Zacarías Correa Valdivia. Más tarde, el 13 de marzo, las pruebas de los pacientes resultaron negativas según declaró el titular de la Dirección Regional de Salud (Diresa) Huancavelica, César Carahua Santiago.
Primeros casos

### 2021: Resurgimiento de una segunda ola
Antecedentes: Plan de preparación

## Respuesta del gobierno

### Toque de queda
| 4 |                           |                       |                           |  |  |  |  | 008 |
| 5 |                           |                       |                           |  |  |  |  | 008 |
| 6 |                           |                       |                           |  |  |  |  | 008 |
| \| Gobierno de Francisco Sagasti: Nivel de alerta: Extremo Gobierno de Pedro Castillo: Nivel de alerta: Extremo \| Nivel de alerta: Muy alto \| Nivel de alerta: Alto \| Nivel de alerta: Moderado \| |                           |                       |                           |  |  |  |  |     |
| Gobierno de Francisco Sagasti: Nivel de alerta: Extremo Gobierno de Pedro Castillo: Nivel de alerta: Extremo                                                                                          | Nivel de alerta: Muy alto | Nivel de alerta: Alto | Nivel de alerta: Moderado |  |  |  |  |     |

| Gobierno de Francisco Sagasti: Nivel de alerta: Extremo Gobierno de Pedro Castillo: Nivel de alerta: Extremo | Nivel de alerta: Muy alto | Nivel de alerta: Alto | Nivel de alerta: Moderado |

## Impacto

### Social
Marzo de 2020: Histeria colectiva
Al mismo tiempo que se impusieron las primeras medidas gubernamentales para combatir la pandemia de COVID-19, en Huancavelica se formaron largas filas en un mercado de la ciudad para abastercese de víveres.

### Educación

«Aprendo en casa» fue la estrategia educativa a distancia que se empleó en los centros educativos estatales.

2020: Cierre nacional
2021: Reapertura progresiva
2022: Retorno absoluto